# Francisco Martínez Negrete Ortiz de Rozas
Francisco Martínez Negrete Ortiz de Rozas, Lanestosa, Las Encartaciones, Vizcaya, 18 de febrero de 1796, Guadalajara, Jalisco 5 de febrero de 1874.  
Comerciante, empresario y filántropo de origen español radicado en México. 

## Biografía
Nacido en Lanestosa, pequeña villa de la orilla occidental de las Encartaciones de Vizcaya, del matrimonio formado por Matías Martínez-Negrete (1755-1823) y María Joaquina Ortiz de Rozas Cano (1766-1834).
A sus 20 años, sale de su tierra natal alrededor de los años 1815 y 16. Residió en Francia al menos 2 años, y luego pasó a Inglaterra varios meses. Se traslada a los Estados Unidos para desde allí en 1824 llegar a la Nueva España donde Francisco tenía ya familia, varios parientes por parte de su madre, los Ortiz de Rozas, se habían establecido hacía un tiempo en Guadalajara, Jalisco.
En principio se instala en Mazatlán, Sinaloa, México, donde se inicia en la actividad comercial, en dicha ciudad ya se habían establecido una “colonia” de encartados, y entre ellos varios balmasedanos. Su mayor apoyo en ese momento fue Juan Manuel Caballero de la Colina, también de Lanestosa, quien le apadrinó en los negocios, junto con su socio comercial José Palomar y Rueda. Don Juan Manuel Caballero ya llevaba algunos años en México y era comerciante. Se había implicado también en la política local, como Prior del Gran Consulado de Guadalajara. 
En Mazatlán, Francisco contrae primeras nupcias en 1823 con María Trinidad Roncal Bátiz (1804-1830), de 19 años, originaria de Cosalá en Sinaloa, criolla nacida en México de ascendencia vasca por ambas líneas familiares. Trinidad le dio a Francisco 5 hijos, que nacieron entre 1824 y 1830. Tan solo sobrevivió el primogénito, José María. Al nacer los últimos dos hijos gemelos, nacidos en Lanestosa, fallecen ambos junto con la esposa María Trinidad. 

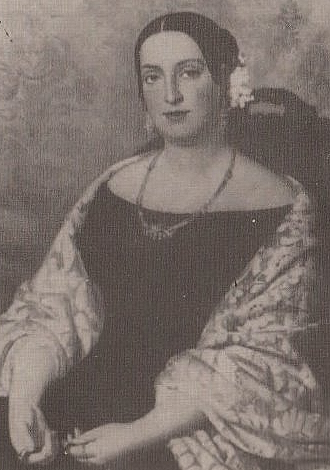
Doña Josefa Alba de Martínez Negrete

A la muerte de su primera esposa, Martínez Negrete vuelve a casarse el 30 de agosto de 1835 con una sobrina suya en segundo grado de 18 años, María Josefa Alba Ortiz de Rozas (1817-1879), en la parroquia del Sagrario Metropolitano de Guadalajara, siendo su testigo Juan Manuel Caballero. La familia materna de María Josefa era criolla, oriunda de Lanestosa por su abuelo Juan Francisco. Don Juan Manuel fungió como Testigo de honor el 30 de agosto de 1835 en el matrimonio.  A su vez, Juan Manuel Caballero nombró a Francisco Martínez Negrete Ortiz de Rosas como su primer albacea de sus bienes testamentarios.
Ambos esposos fueron comerciantes, empresarios, prestamistas que supieron vincularse al poder político y a la sociedad local, con lo que amasaron una gran fortuna, que luego heredaron sus hijos. 

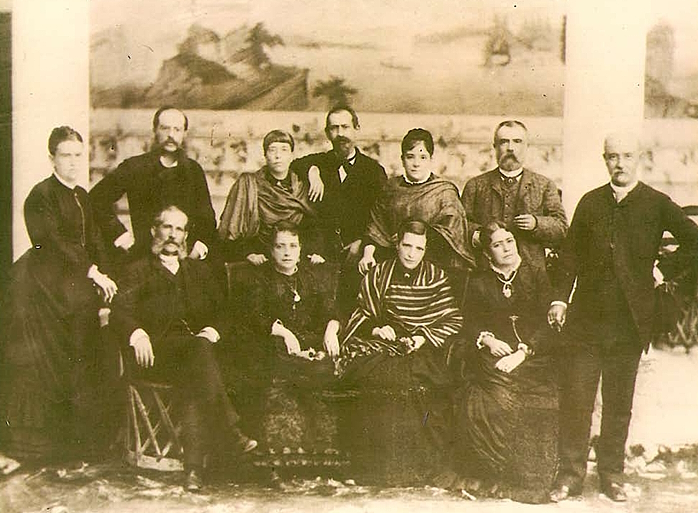
Los Martínez Negrete y Alba y sus respectivos Esposos

Tuvieron 8 hijos entre los años 1836 y 1848. Solo 2 fueron varones, Eustaquio murió con 7 años y Francisco, a posteriori sería el mayor heredero de sus padres. Por medio de los matrimonios de sus 6 hijas, Francisco supo crear una extensa red de relaciones familiares llegando a ser la familia Martínez Negrete, una de las más acaudaladas e influyentes de Guadalajara en siglo XIX emparentando con importantes familias de la época: José María y Pío Bermejillo, los hermanos Justo y Manuel Fernández del Valle y Agapito Fernández Somellera.  

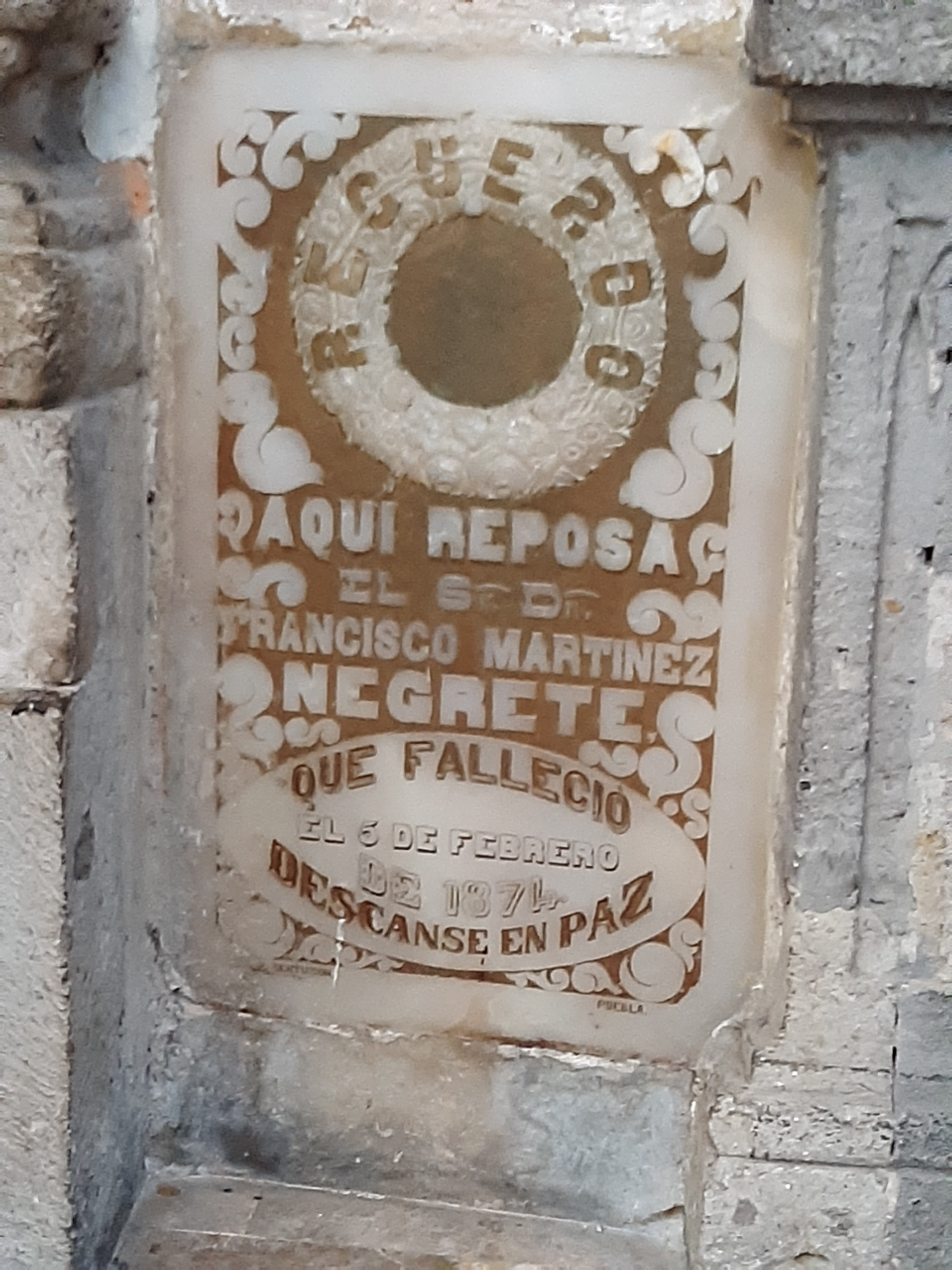
Restos de Don Francisco Martínez Negrete Ortíz de Rozas en el Santuario de la Soledad, Tlaquepaque, Jal.

Don Francisco Martínez Negrete Ortiz Rosas, muere en 1874 en la ciudad de Guadalajara, sus restos descansan en el Santuario de Nuestra Señora de la Soledad, en San Pedro Tlaquepaque, el cual ayudó para su construcción. 
A la muerte de él, sus hijas heredan todas sus tierras, y Francisco Martínez Negrete y Alba, el hijo mayor continua en la actividad comercial y se desarrolla como empresario. Es lógico pensar que heredó la cartera de relaciones de su padre.

## Actividades comerciales y empresariales
Su perspicacia y tino para los negocios lo convirtieron en un próspero comerciante, acumulando una fortuna considerable. Su visión de futuro lo impulsó a diversificar sus inversiones en diferentes sectores estratégicos.
Don Francisco se instaló en la ciudad de Guadalajara e incursionó con éxito en el comercio. En 1837 fundó una casa comercial (Casa Comercial Martínez-Negrete y Cía.), y posteriormente, aparecería como socio de don José Palomar y Rueda para la fundación de la fábrica textil de Atemajac y de papel de El Batán. Fue uno de los fundadores de la fábrica textil La Experiencia y posteriormente, asumió el control total de la empresa.
Formó la compañía de tranvías de tracción animal en la ciudad de Guadalajara y fue tesorero en la construcción de la Penitenciaría de “Escobedo”. 
Con una visión integral del desarrollo económico, adquirió diversas haciendas en los alrededores de Guadalajara, donde fomentó la producción agrícola y ganadera, impulsando la economía local.
Fue propietario de varias haciendas, entre ellas “La Labor” de Tepic, “El Castillo” y la Hacienda de “Buenavista” en Michoacán, actualmente “Vista Hermosa de Negrete”. La hacienda de “El Castillo” contaba con 12,349 hectáreas de terreno. Don Francisco Martínez trasladó peones a un área llamada “Los Capulines”, a unos cuántos metros del margen izquierdo del río Grande Santiago, cerca de la caída de agua de El Salto Jalisco, donde instaló un trapiche movido por fuerza animal y se canalizó el agua para regar los surcos de caña. Ya terminado el producto se transportaba a Guadalajara en carretas jaladas por yunta de bueyes. Se sembraba caña, garbanzo y alfalfa, a dicho lugar se le empezó a llamar la hacienda “El Molino”.
La Hacienda “El Castillo”, “La Azucena” y la Hacienda “El Molino”, posteriormente conocida como de "Jesús María" en lo que hoy es “El Salto”, formaban un solo latifundio, de lo cual era propietario.
Los yernos de don Francisco Martínez Negrete Ortiz de Rosas se integraron a los negocios de la familia, pasando a formar parte de la casa comercial Martínez Negrete y Cía.: María Dolores se casó con José María Bermejillo e Ibarra, Ignacia contrajo matrimonio con Pío Bermejillo e Ibarra, hermano del anterior, Josefa y Rosalía se casaron con los hermanos Justo y Manuel Fernández del Valle respectivamente y la última de las hijas doña Francisca con Agapito Fernández Somellera. Todos los consortes eran de "familias acaudaladas conocidas de Guadalajara". Posteriormente se incorporó a la firma, el hijo, don Francisco Martínez Negrete Alba.
En Guadalajara hizo una excelente carrera como comerciante, fue un mercader que mantuvo una tienda al menudeo de ropas, telas y otros enseres y que comercializó ganado y granos. A su vez fue un empresario-prestamista. 
Su espíritu emprendedor lo llevó a incursionar en la explotación minera, participando activamente en la extracción de minerales, principalmente en la zona de Zacatecas. 

## Cargos honoríficos
Don Francisco Martínez Negrete tuvo los cargos honoríficos de Alcalde de Lanestosa en 1829 y Mayordomo de Nuestra Señora de las Nieves en 1830. En premio a sus servicios fue nombrado Comendador de la Orden de Carlos III y Gran Cruz de Isabel la Católica.